# Gorou Kirey
Gorou Kirey (auch: Gorou Kiré, Gorou Kirèye) ist ein Dorf im Arrondissement Niamey V der Stadt Niamey in Niger.

## Geographie
Das von einem traditionellen Ortsvorsteher (chef traditionnel) geleitete Dorf befindet sich an der Nationalstraße 27 am südöstlichen Rand des ländlichen Gebiets von Niamey V. Zu den umliegenden Siedlungen in Niamey V zählen das Dorf Timéré im Nordwesten und der Weiler Dantcha im Westen. Südöstlich von Gorou Kirey erstreckt sich die Landgemeinde Youri.
Gorou Kirey liegt am Fluss Niger. Beim Dorf verläuft das gleichnamige, in den Niger mündende Trockental Gorou Kirey, das eine Länge von 8 Kilometern und ein Einzugsgebiet von 22,6 Quadratkilometern aufweist. Der Ortsname kommt aus der Sprache Zarma. Das Wort gorou bedeutet „Trockental“ und das Wort kirey „rot“. Gorou Kirey ist entsprechend das „rote Trockental“.

## Geschichte
Das Dorf bestand bereits in den 1970er Jahren, als sich die Stadt Niamey auf das rechte Ufer des Nigers auszudehnen begann. Gorou Kirey lag bis Ende des 20. Jahrhunderts außerhalb der Stadtgrenzen von Niamey und gehörte zum Arrondissement Kollo.
In den Jahren 2005 und 2009 fand das Festival International de la Mode en Afrique (FIMA) in Gorou Kirey statt. Im Zuge dessen wurden ein Laufsteg aus Beton sowie eine Straße und ein Parkplatz aus Laterit angelegt. Der staatliche Stromversorger NIGELEC elektrifizierte das Dorf im Jahr 2018.

## Bevölkerung
Bei der Volkszählung 2012 hatte Gorou Kirey 585 Einwohner, die in 69 Haushalten lebten. Bei der Volkszählung 2001 betrug die Einwohnerzahl 578 in 87 Haushalten und bei der Volkszählung 1988 belief sich die Einwohnerzahl auf 551 in 68 Haushalten.

## Wirtschaft und Infrastruktur
Im Dorf gibt es eine Grundschule. Diese war in den 1970er Jahren an einem groß angelegten Schulfernsehen-Projekt beteiligt, aus dem das erste nationale Fernsehprogramm der staatlichen Rundfunkanstalt ORTN hervorging.